# Botanischer Garten Rio de Janeiro

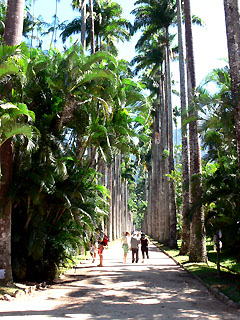
Mit Königspalmen (Roystonea regia) bepflanzte Barbosa-Rodrigues-Allee im Botanischen Garten von Rio de Janeiro

Der Botanische Garten von Rio de Janeiro (portugiesisch Jardim Botânico do Rio de Janeiro) befindet sich im Stadtviertel Jardim Botânico im Süden von Rio de Janeiro. Er wurde 1808 von König Johann VI. gegründet.
Auf einer Fläche von etwa 140 Hektar beherbergt der Botanische Garten ca. 6500 Arten, darunter auch einige vom Aussterben bedrohte.
Der Botanische Garten von Rio zählt zu den zehn wichtigsten seiner Art weltweit. Die UNESCO erklärte ihn zum Biosphärenreservat. Die 128 Königspalmen (Roystonea regia) der Hauptallee Barbosa Rodrigues stammen zum Teil noch aus der Zeit der Entstehung des Gartens. Neben zahlreichen Gewächshäusern, Orchidarien und Rosengärten bildet ein See mit Riesenwasserpflanzen, wie die größte Seerose des Amazonas, die Amazonas-Riesenseerose (Victoria amazonica), eine Hauptattraktion. Zudem findet man im Garten:
- ein Bromelienhaus
- ein Treibhaus mit fleischfressenden Pflanzen (2004 renoviert)
- die Casa dos Pilões, eine ehemalige Pulverfabrik (seit 1988 wegen Renovierungsmaßnahmen geschlossen)

Das im Botanischen Garten gelegene Instituto de Pesquisas Jardim Botânico do Rio de Janeiro umfasst zusätzlich:
- eine auf Botanik spezialisierte Bibliothek mit 32.000 Werken
- ein botanisches Museum
- ein Herbarium mit über 650 Millionen Herbarbelegen

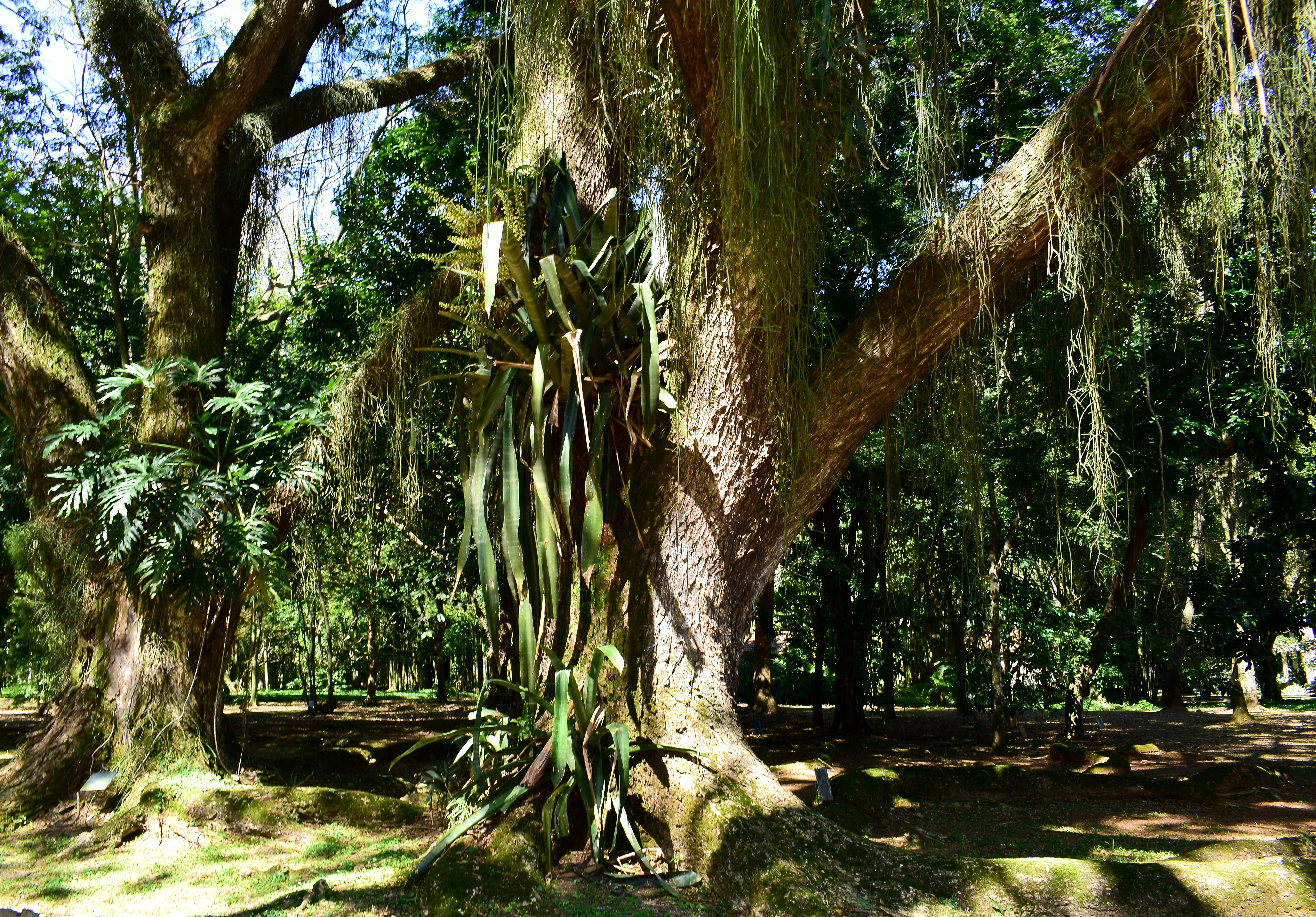
Tropische Pflanzenwelt im Botanischen Garten von Rio
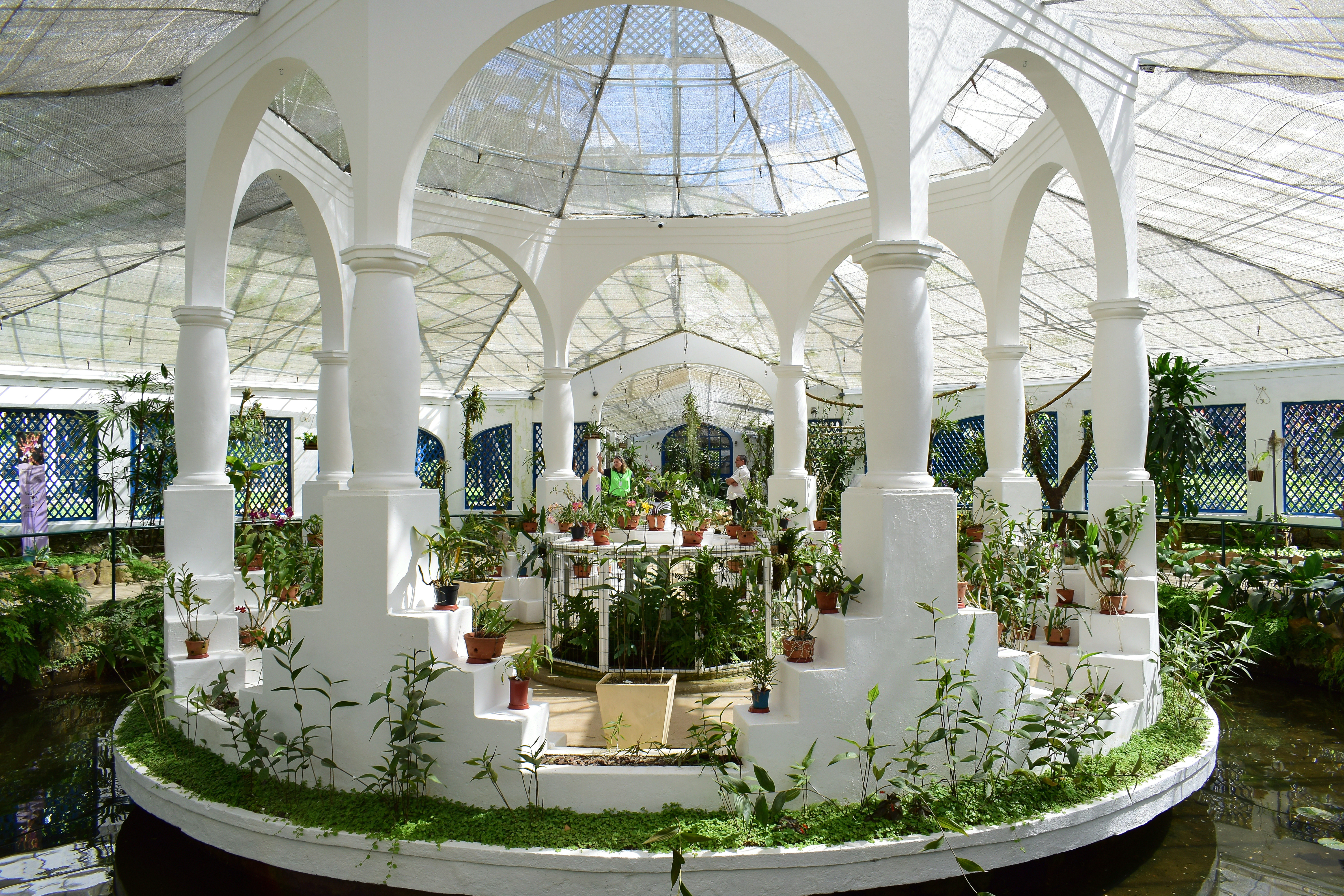
Gewächshaus im Jardim Botanico
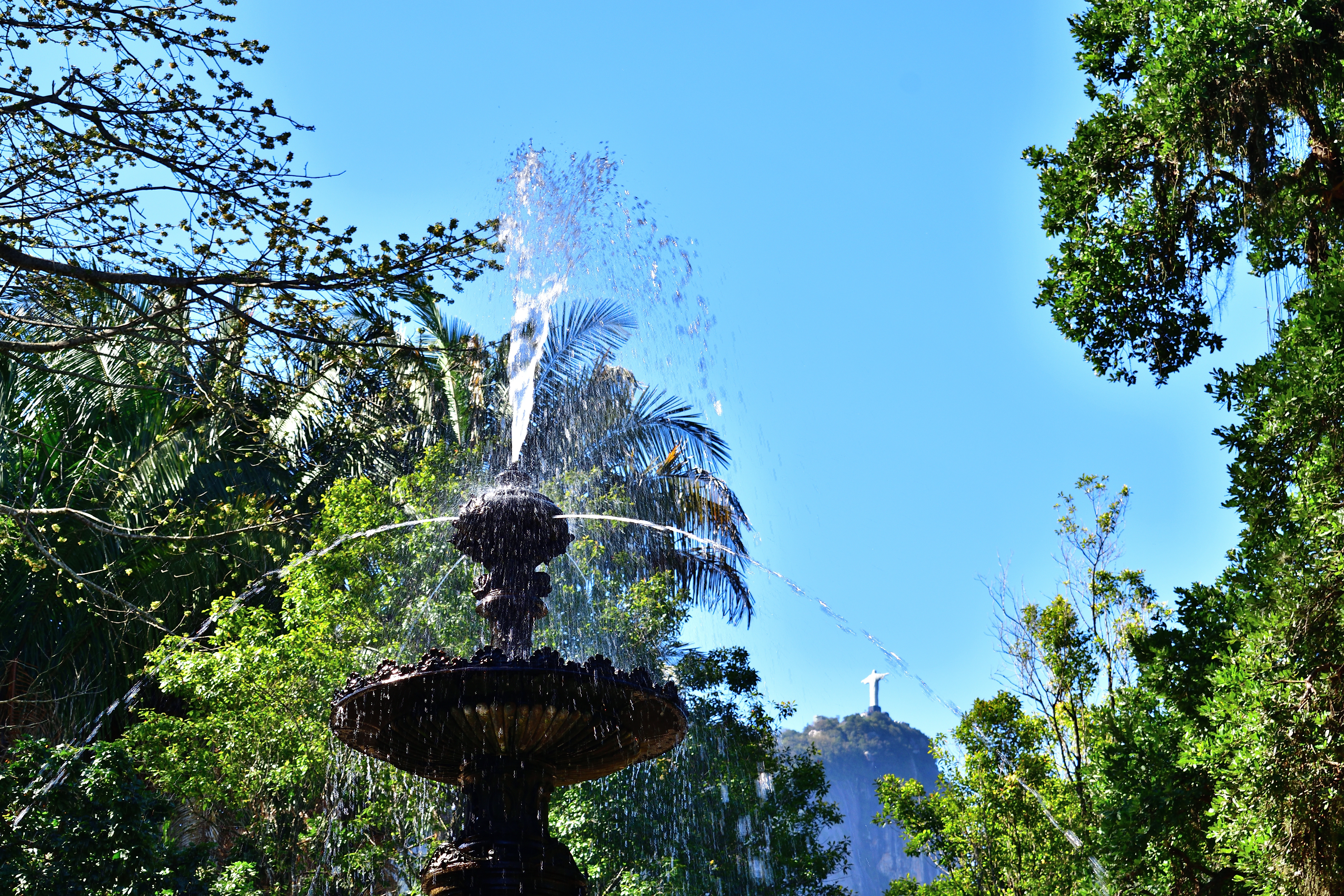
Springbrunnen im Jardim Botanico mit Blick auf Cristo Redentor

Einen umfassenden Blick auf den Botanischen Garten, Zuckerhut, Corcovado, Ipanema, Leblon und Copacabana hat man vom Vista Chinesa.